# Acalypha jerzedowskii
Acalypha jerzedowskii é uma espécie de flor do gênero Acalypha, pertencente à família Euphorbiaceae.